# Turtle Rock Studios
Pour les articles homonymes, voir Turtle, Rock et Studios.
Turtle Rock Studios est une entreprise de développement de jeux vidéo indépendante fondée en mars 2002 par Michael Booth. Turtle Rock est autant impliqué dans le développement de titres à part entière qu'en tant que consultant auprès de l'industrie du jeu vidéo. En janvier 2008, La société passe aux mains de Valve Software. Le 5 février 2010, Turtle Rock Studios lance un nouveau site web en déclarant que l'équipe a été reformée et qu'elle travaille sur un nouveau projet.
Turtle Rock est surtout connu pour son travail sur Left 4 Dead, une célèbre franchise de Valve Corporation.

## Jeux développés
- Une version Xbox du premier Counter-Strike.
- Counter-Strike: Condition Zero, comprenant les bots officiels de Counter-Strike.
- Diverses cartes pour Counter-Strike: Source.
- Left 4 Dead, nouvelle série de Valve Software.
  - Contenus téléchargeable; Survival Pack et Crash Course pour Left 4 Dead
  - Contenus téléchargeable; The Passing et Cold Stream pour Left 4 Dead 2
- Garage Buddy, App Store
- Evolve
- Back 4 Blood